# Маунт-Етна (Індіана)
Маунт-Етна (англ. Mount Etna) — місто (англ. town) в США, в окрузі Гантінгтон штату Індіана. Населення — 111 особа (2020).

## Географія
Маунт-Етна розташований за координатами 40°44′28″ пн. ш. 85°33′41″ зх. д. / 40.74111° пн. ш. 85.56139° зх. д. (40.741045, -85.561304).  За даними Бюро перепису населення США в 2010 році місто мало площу 0,21 км², з яких 0,21 км² — суходіл та 0,00 км² — водойми. В 2017 році площа становила 0,30 км², уся площа — суходіл.

## Демографія
Згідно з переписом 2010 року, у місті мешкали 94 особи в 42 домогосподарствах у складі 27 родин. Густота населення становила 439 осіб/км².  Було 51 помешкання (238/км²).
Расовий склад населення:
| - 96,8 % — білих - 2,1 % — вихідців з тихоокеанських островів - 1,1 % — осіб інших рас |

До двох чи більше рас належало 0,0 %. Частка іспаномовних становила 2,1 % від усіх жителів.
За віковим діапазоном населення розподілялося таким чином: 17,0 % — особи молодші 18 років, 67,0 % — особи у віці 18—64 років, 16,0 % — особи у віці 65 років та старші. Медіана віку мешканця становила 45,2 року. На 100 осіб жіночої статі у місті припадало 113,6 чоловіків;  на 100 жінок у віці від 18 років та старших — 105,3 чоловіків також старших 18 років.
Середній дохід на одне домашнє господарство  становив 50 673 долари США (медіана — 44 000), а середній дохід на одну сім'ю — 57 032 долари (медіана — 63 000). За межею бідності перебувало 1,0 % осіб, у тому числі 0,0 % дітей у віці до 18 років та 0,0 % осіб у віці 65 років та старших. Цивільне працевлаштоване населення становило 61 осіб. Основні галузі зайнятості: виробництво — 27,9 %, освіта, охорона здоров'я та соціальна допомога — 23,0 %, мистецтво, розваги та відпочинок — 11,5 %, роздрібна торгівля — 9,8 %.